# Rami Kleinstein
Rami Kleinstein  (en hébreu: רמי קלינשטיין ) (né le 10 novembre 1962) est un auteur-compositeur-interprète israélien.

## Biographie
Rami Kleinstein est né à New York. Il émigra en Israël avec sa famille en 1970. Enfant, il étudia le piano et la musique classique. En 1988, il épousa la chanteuse israélienne Rita avec qui il évolue en duo régulièrement depuis leur service militaire dans les années 1980. Aujourd'hui divorcé, le couple a eu deux enfants.

## Carrière musicale
Il commence sa carrière en 1986, et a composé une dizaine d'albums depuis. Il s'est produit avec divers artistes : outre son ancienne épouse RIta, il a chanté avec Bob Dylan, Ehud Banai et Hanoch Levin.
Rami Kleinstein fait partie du jury de la version israélienne de The Voice (émission de télévision).

## Discographie
- 1986 : ביום של הפצצ
- 1989 : על הגשר הישן
- 1991 : אהביני
- 1993 : במסיבה אצל גידו
- 1995 : תפוחים ותמרים
- 1997 : כל מה שתרצי
- 2000 : פטר והזאב וקרנבל החיות
- 2000 : תגיד את זה
- 2005 : הרבה פנים
- 2009 : שיר חשוף
- 2009 : סינרגיה אקוסטית with band סינרגיה
- 2010 : Live